# Wahnbek
Wahnbek ist ein Ortsteil der Gemeinde Rastede im Landkreis Ammerland. Der Ortsteil grenzt an den Stadtteil Etzhorn der niedersächsischen Großstadt Oldenburg. Das Stadtzentrum Oldenburgs ist sieben Kilometer entfernt.

## Geschichte
Wahnbek war ursprünglich Teil der Bauerschaft Etzhorn (Wahnbek, Ipwege und das Gut Buttel). 1871 hatte Wahnbek mit Ipwege und  Buttel in 90 Wohnhäusern 124 Haushaltungen mit 575 Einwohnern. Wahnbek allein hatte in 26 Häusern 33 Haushaltungen und 154 Einwohner. Bis 1897 gehörte Wahnbek mit Etzhorn zur Landgemeinde Oldenburg, von 1897 bis 1933 zur Gemeinde Ohmstede. Durch die Verwaltungsreform von 1933 kam Etzhorn an die kreisfreie Stadt Oldenburg; Wahnbek, Ipwege und Ipwegermoor gingen an die Gemeinde Rastede im Landkreis Ammerland.

### Heute
Zum Ortsbereich von Wahnbek gehört auch heute noch die Bauerschaft Ipwege. Der Ort wächst nach Einwohnerzahlen; nach und nach entstanden neue Wohngebiete „Am Sportplatz“ und der Schulstraße.
Das Ipweger Moor ist ein beliebtes Naherholungsgebiet. Es erstreckt sich vom Süden der Bauerschaft Ipwege ausgehend gen Osten bis Loyermoor, gen Westen in Richtung Bornhorst. Das Ipweger Moor weist zahlreiche Naturschutzgebiete auf, geschützte Biotope für Flora und Fauna.

## Sehenswürdigkeiten

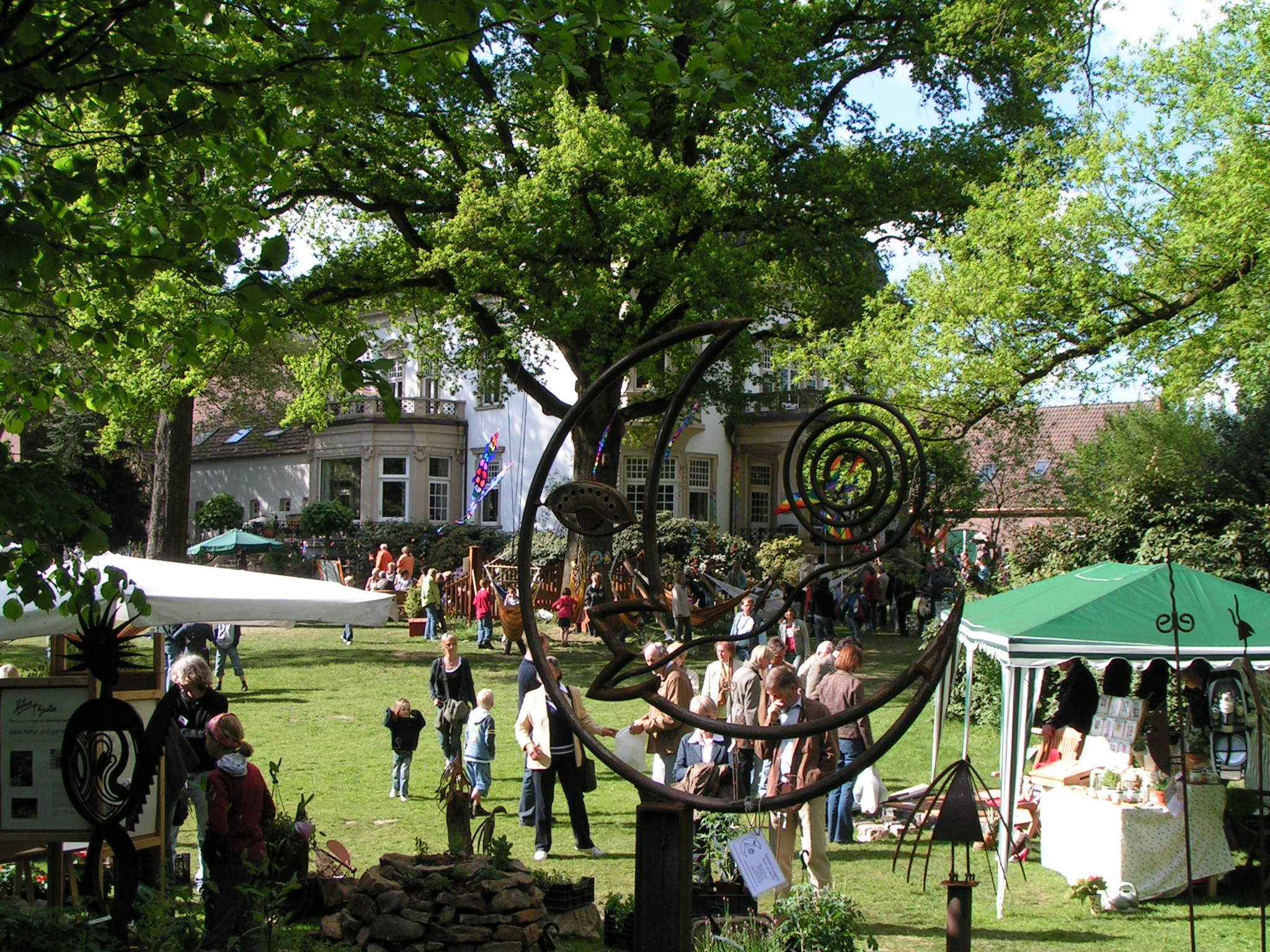
Landpartie „Gartenlust & Landvergnügen“ auf Gut Wahnbek

In Wahnbek steht der Fernmeldeturm Wahnbek. In den Jahren 1999 bis 2009 wurde er zur Weihnachtszeit mit Hilfe von Lichterketten in einen Adventskranz verwandelt. In dieser Eigenschaft konnte er sich zum wiederholten Male als höchster und größter Adventskranz der Welt im Guinness-Buch der Rekorde qualifizieren. 2009 kam es in der Elektrik der Weihnachtsbeleuchtung zu einem Schwelbrand, der jedoch schnell wieder gelöscht werden konnte. Aus Sicherheitsgründen wird der Fernmeldeturm seit diesem Vorkommnis nicht mehr beleuchtet.

## Persönlichkeiten
- Thomas Reiter (* 1958), deutscher ESA-Astronaut, lebt seit 1996 in Wahnbek.[5]
- Sebastian Brunnert (* 1949), ehemaliger Basketball Nationalspieler, lebt in Wahnbek.

## Ansässige Vereine

### Sport
- TuS Wahnbek
- SV Kickers Wahnbek 96

### Sonstige Vereine
- Ortsverein Wahnbek – Ipwege – Ipwegermoor e. V.
- Schützenkameradschaft Wahnbek e. V.

## Wirtschaft und Infrastruktur
Die seit 1933 bestehende Freiwillige Feuerwehr Ipwege-Wahnbek, die ihr Depot in Wahnbek hat, ist seit 2003 eine Stützpunktfeuerwehr. 2015 wurde die Jugendfeuerwehr Ipwege-Wahnbek gegründet.
Wahnbek wird durch folgende Buslinien an den ÖPNV angebunden:
- Linie 323: Wahnbek bis Nordkreuz – Etzhorn – Ohmstede – Mühlenhofsweg – Trommelweg – Schlieffenstraße (Kasernenviertel) – Donnerschwee – Weser-Ems-Halle – Oldenburg Hauptbahnhof / ZOB – Lappan – Bahnhof Osternburg – Bahnhofsallee – Kreyen-Centrum – Dwaschweg – Bahnhof Krusenbusch – Scharfgarbenweg – Krusenbusch
- Linie 340: Kloster Blankenburg – IKEA – ZOB Oldenburg – Nadorst – Wahnbek – Rastede – Jaderberg
- Linie 342: Barghorn – Loy – Wahnbek – Neusüdende – Leuchtenburg – Rastede
- Linie 347: Rastede – Loy – Wahnbek – Neusüdende – Rastede – Hahn – Nethen – Rastede
- Linie N31: Oldenburg – Wahnbek – Rastede – Wiefelstede – Tange